# Heterosteginella
Heterosteginella es un género de foraminífero bentónico considerado como nomen nudum e invalidado, aunque también considerado un sinónimo posterior de Miolepidocyclina de la familia Miogypsinidae, de la superfamilia Rotalioidea, del suborden Rotaliina y del orden Rotaliida. Su rango cronoestratigráfico abarcaba desde el Oligoceno hasta el Mioceno.

## Clasificación
En Heterosteginella no se ha considerado ninguna especie.